# Kislednic
Kislednic (más néven Besztercelednic, szlovákul Malé Lednice) község Szlovákiában, a Trencséni kerületben, a Vágbesztercei járásban.

## Fekvése
Vágbesztercétőltól 15 km-re délkeletre fekszik.

## Története
1339-ben „terra Lednicz” alakban említik először. 1384-ben „Lednycza”, 1510-ben „Nag Lednycze” néven szerepel. A vágbesztercei váruradalomhoz tartozott. 1598-ban 28 ház állt a községben. 1720-ban 13 adózója volt. A község első pecsétje 1783-ból származik. 1784-ben 76 házában 88 családban 483 lakos élt.
A 18. század végén Vályi András így ír róla: „Rovne Lednicz. Besztercze Lednicze. Két tót faluk Trentsén Várm. földes Urai G. Balassa, és G. Szapáry Uraságok, lakosai katolikusok, fekszenek Pukovhoz mint egy 3/4 mértföldnyire, földgyeik közép termékenységűek, legelőjök sok, fájok is elég van.”
1828-ban 48 háza volt 411 lakossal, akik főként mezőgazdasággal és szövéssel foglalkoztak. 1866-ban kolerajárvány pusztított a községben, melynek 43 napja alatt 27 lakos esett áldozatul. A falu kápolnája 1907-ben épült. A trianoni békéig Trencsén vármegye Vágbesztercei járásához tartozott.

## Népessége
| Év:            | 1994. | 2004.   | 2014.   | 2024.   |
| -------------- | ----- | ------- | ------- | ------- |
| Emberek száma: | 530   | 528     | 507     | 494     |
| Eltérés:       |       | -0,37 % | -3,97 % | -2,56 % |

| Év:            | 2023. | 2024.   |
| -------------- | ----- | ------- |
| Emberek száma: | 489   | 494     |
| Eltérés:       |       | +1,02 % |

1910-ben 476, túlnyomórészt szlovák lakosa volt.
2001-ben 537 szlovák lakosa volt.
2011-ben 506 lakosából 499 szlovák volt.

## Nevezetességei
- Temploma a 19. század második felében épült neoklasszicista stílusban.

## Külső hivatkozások
- Nemhivatalos oldal
- Községinfó
- Kislednic Szlovákia térképén
- E-obce.sk Archiválva 2008. február 19-i dátummal a Wayback Machine-ben